# Vielha e Mijaran
Vielha (oficjalnie: aran. Vielha e Mijaran; kat. Viella i Mitjaran; hiszp. Viella Mitg Arán) – miasto w Hiszpanii w północnej Katalonii, na granicy francusko-hiszpańskiej, siedziba comarki Val d’Aran. Czynnikiem dominującym jest tu turystyka.

## Atrakcje turystyczne
- Kościół parafialny Sant Miquèu wybudowany przejściowo w stylu gotyckim i romańskim
- XV-wieczny ołtarz
- Kościół Santa Eulalia d'Arròs
- Kościół Sant Martí d'Aubert
- Kościół Sant Peiró